# Willi Steffen
Willy Steffen (ur. 17 marca 1925 w Utzenstorfie, zm. 3 maja 2005 w Bernie) – szwajcarski piłkarz grający na pozycji obrońcy. W swojej karierze rozegrał 28 meczów w reprezentacji Szwajcarii.

## Kariera klubowa
Swoją karierę piłkarską Steffen rozpoczął w klubie Cantonal Neuchâtel. Grał w nim w latach 1944-1946. Latem 1946 roku wyjechał do Anglii i przez sezon był zawodnikiem Chelsea.
W 1947 roku Steffen wrócił do Szwajcarii i został zawodnikiem BSC Young Boys. W sezonach 1956/1957 i 1957/1958 wywalczył z nim mistrzostwo Szwajcarii. Wraz z Young Boys zdobył też dwa Puchary Szwajcarii w 1953 i 1958 roku. W 1958 roku zakończył karierę.

## Kariera reprezentacyjna
W reprezentacji Szwajcarii Steffen zadebiutował 8 kwietnia 1945 roku w wygranym 1:0 towarzyskim meczu z Francją, rozegranym w Lozannie. W 1950 roku został powołany do kadry na mistrzostwa świata w Brazylii. Na nich był rezerwowym i nie wystąpił w żadnym spotkaniu. Od 1945 do 1955 roku rozegrał w kadrze narodowej 28 meczów.